# Sân vận động Hüseyin Avni Aker
Sân vận động Hüseyin Avni Aker (tiếng Thổ Nhĩ Kỳ: Hüseyin Avni Aker Stadyumu) là sân nhà cũ của câu lạc bộ bóng đá Trabzonspor, đội bóng hiện đang chơi ở giải vô địch quốc gia Thổ Nhĩ Kỳ Süper Lig. Sân được xây dựng từ năm 1951 với sức chứa 2.500 chỗ ngồi. Sau nhiều lần cải tạo, sức chứa đã được tăng lên 20.750 vào năm 2008.